# Gaetana Tolomeo
Gaetana Tolomeo (ur. 10 lub 19 kwietnia 1936 w Catanzaro, zm. 24 stycznia 1997 tamże) – włoska dziewica, błogosławiona Kościoła katolickiego.
Gaetana Tolomeo, znana jako Nuccia, urodziła się 19 kwietnia 1936 roku w Catanzaro Sala jako dziecko Salvatora i Carmeli Palermo. Z aktu chrztu wynika, że faktyczna data urodzenia to 10 kwietnia. Ojciec Salvatore prowadził firmę przewozową i miał się dobrze ekonomicznie. Matka, gospodyni domowa, pełna wiary, dobra, cierpliwa, z miłością i oddaniem poświęciła się córce.
Kiedy zaczęła stawiać pierwsze kroki, Nuccia z trudem trzymała się na nogach: niejasna choroba, wtedy prawie nieznana, dotknęła ją nieubłaganie. Ojciec, nie akceptując choroby swojej jedynej córki, upił się, przeklął ją i stał się agresywny.
Podczas gdy Nuccia przebywała w Asti podczas wojny jako gość u ciotki, zmarł jej brat. W wieku dziewięciu lat przystąpiła do pierwszej komunii i prawdopodobnie tego samego dnia otrzymała bierzmowanie.
Do czwartej klasy uczęszczała do szkoły podstawowej. Dorastała w domu, otoczona miłością i czułością swoich kuzynek Anny, Idy, Teresy i Silvany Chiefari.
Do 30 roku życia zawsze uczęszczała na mszę św. do pobliskiego kościoła Różańcowego, niesiona na ramionach. Była również zarejestrowana w Akcji Katolickiej.
30 grudnia 1980 chory i cierpiący na prostatę ojciec Nuccii zmarł po wielu modlitwach i błaganiach córki o zbawienie duszy. Ubóstwo, godność i trzeźwość splotły się ze sobą, a Nuccia stała się osią, wokół której wszystko się obracało w tym domu. Szczególnie opiekowała się dwójką dzieci swojej kuzynki Anny: Cristiną i Gabrielą. 20 listopada 1993 roku zmarła jej matka z czego a Nuccia bardzo cierpiała.
Zmarła 24 stycznia 1997. 8 kwietnia 2019 papież Franciszek podpisał dekret o heroiczności jej cnót zaś 29 września 2020 upoważnił Kongregację do ogłoszenia dekretu dotyczącego cudu, co otworzyło drogę do jej beatyfikacji. 3 października 2021 razem z Mariantonią Samà została beatyfikowana i wpisana w poczet błogosławionych. 
Jej wspomnienie liturgiczne obchodzone jest 24 stycznia.